# Gračanica (Andrijevica)
Gračanica (cirill betűkkel Грачаница) egy falu Montenegróban, az Andrijevicai községben.

## Népesség
- 1948-ban 870 lakosa volt.
- 1953-ban 906 lakosa volt.
- 1961-ben 787 lakosa volt.
- 1971-ben 736 lakosa volt.
- 1981-ben 558 lakosa volt.
- 1991-ben 397 lakosa volt
- 2003-ban 307 lakosa volt, akik közül 230 szerb (74,91%), 59 montenegrói (19,21%),  1 magyar (0,32%), 4 ismeretlen.